# Divorzio a Las Vegas
Divorzio a Las Vegas è un film del 2020 scritto e diretto da Umberto Carteni.

## Trama
Lorenzo ed Elena sono due giovani studenti di 18 anni: lei bella e apparentemente inarrivabile, lui invece è il classico secchione che annoia ogni ragazza che incontra. I due si ritrovano in America durante una vacanza studio e l'ultimo giorno oltreoceano assumono peyote; sotto l'effetto della droga allucinogena finiscono a Las Vegas, dove un po' per gioco e un po' per sfida si sposano. Da questo momento in poi l'uno perde le tracce dell'altra.
Sono trascorsi 20 lunghi anni e le loro vite sono cambiate, i due sono ormai adulti: lei è una donna in carriera che lavora come manager, mentre lui è un ghost writer che si mantiene redigendo discorsi politici per gli esponenti di qualsiasi fazione. Nonostante li loro matrimonio improvvisato, la coppia non ha avuto più contatti sin da quella bravata.

## Distribuzione
Il film è stato distribuito dalla 01 Distribution nei cinema dall'8 ottobre 2020.